# Agustín García-Gasco y Vicente
Agustín kardinál García-Gasco y Vicente (12. února 1931 Corral de Almaguer – 1. května 2011 Řím) byl španělský římskokatolický kněz, arcibiskup valencijský, kardinál.

## Život
Kněžské svěcení přijal 26. května 1956 v Madridu. V této arcidiecézi poté působil jako duchovní, biskupský delegát pro Charitu i přednášející na vysokých školách. V roce 1969 získal doktorát z teologie na Univerzitě Comillas. V roce 1977 se stal biskupským vikářem v Madridu.
V březnu 1985 byl jmenován pomocným biskupem Madridu, biskupské svěcení přijal 11. května téhož roku. V roce 1988 se stal sekretářem Španělské biskupské konference. Dne 24. července 1992 ho papež Jan Pavel II. jmenoval arcibiskupem Valencie, funkce se ujal 3. října téhož roku. V roce 1995 se stal členem Papežské rady pro rodinu, o čtyři roky později členem Kongregace pro bohoslužbu a svátosti. V roce 2003 založil ve Valencii Katolickou univerzitu San Vicente Mártir a stal se jejím velkým kancléřem.
Podílel se na přípavě Světového setkání rodin, které se konalo ve Valencii v roce 2006.
Kardinálem ho jmenoval papež Benedikt XVI. na konzistoři 24. listopadu 2007.  Po dovršení kanonického věku rezignoval dne 8. ledna 2009 na funkci arcibiskupa Valencie. Jeho nástupcem se stal Carlos Osoro Sierra. Zemřel na infarkt v nemocnici San Carlos de Nancy nedaleko Vatikánu. Stalo se tak jen okamžik před blahořečením papeže Jana Pavla II. 